# Dolegna del Collio

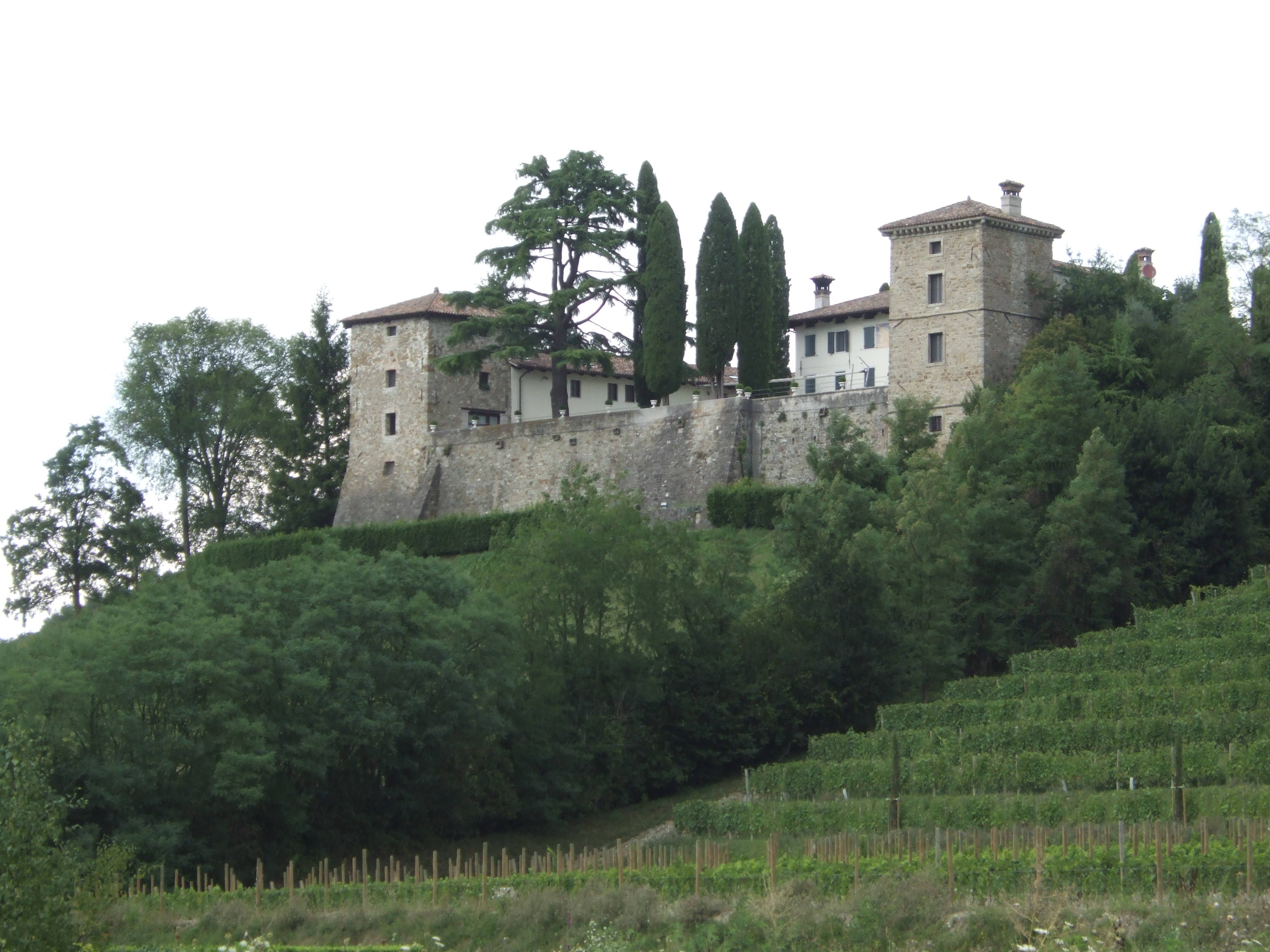
Castello Trussio, Dolegna del Collio

Dolegna del Collio (Sloveens: Dolenje) is een gemeente in de Italiaanse provincie Gorizia (regio Friuli-Venezia Giulia) en telt 419 inwoners (31-12-2004). De oppervlakte bedraagt 12,5 km², de bevolkingsdichtheid is 36 inwoners per km².
De volgende frazioni maken deel uit van de gemeente: Mernicco (Sl.: Mirnik), Restoccina, Ruttars (Sl.: Rutarji), Scriò (Sl.: Skrljevo), Trussio (Sl.: Trušnje), Breg, Lonzano (Sl.: Lože), Venco (Sl.: Jenkovo), Barbana nel Collio (Sl.: Brbanska brda).

## Demografie
Dolegna del Collio telt ongeveer 160 huishoudens. Het aantal inwoners daalde in de periode 1991-2001 met 16,3% volgens cijfers uit de tienjaarlijkse volkstellingen van ISTAT.
| Jaar | Inwoneraantal |
| ---- | ------------- |
| 1991 | 520           |
| 2001 | 435           |

## Geografie
De gemeente ligt op ongeveer 90 m boven zeeniveau.
Dolegna del Collio grenst aan de volgende gemeenten: Brda in Slovenië (Italiaans: Collio), Cormons (Sl.: Kormons), Corno di Rosazzo (Fr.: Cuar di Rosàcis, Sl.: Koren), Prepotto (Sl.: Praprotno).
Capriva del Friuli · Cormons · Doberdò del Lago · Dolegna del Collio · Farra d'Isonzo · Fogliano Redipuglia · Gorizia · Gradisca d'Isonzo · Grado · Mariano del Friuli · Medea · Monfalcone · Moraro · Mossa · Romans d'Isonzo · Ronchi dei Legionari · Sagrado · San Canzian d'Isonzo · San Floriano del Collio · San Lorenzo Isontino · San Pier d'Isonzo · Savogna d'Isonzo · Staranzano · Turriaco · Villesse
1. ↑  https://demo.istat.it/?l=it.